# Tricholabus punctiventris
Tricholabus punctiventris là một loài tò vò trong họ Ichneumonidae.